# Джонсон (Міннесота)
Джонсон (англ. Johnson) — місто (англ. city) в США, в окрузі Біг-Стоун штату Міннесота. Населення — 24 особи (2020).

## Географія
Джонсон розташований за координатами 45°34′20″ пн. ш. 96°17′39″ зх. д. / 45.57222° пн. ш. 96.29417° зх. д. (45.572288, -96.294285).  За даними Бюро перепису населення США в 2010 році місто мало площу 0,78 км², уся площа — суходіл.

## Демографія
Згідно з переписом 2010 року, у місті мешкало 29 осіб у 15 домогосподарствах у складі 9 родин. Густота населення становила 37 осіб/км².  Було 17 помешкань (22/км²).
Расовий склад населення:
| - 100,0 % — білих |

До двох чи більше рас належало 0,0 %. Частка іспаномовних становила 3,4 % від усіх жителів.
За віковим діапазоном населення розподілялося таким чином: 13,8 % — особи молодші 18 років, 69,0 % — особи у віці 18—64 років, 17,2 % — особи у віці 65 років та старші. Медіана віку мешканця становила 57,3 року. На 100 осіб жіночої статі у місті припадало 81,2 чоловіків;  на 100 жінок у віці від 18 років та старших — 92,3 чоловіків також старших 18 років.
Цивільне працевлаштоване населення становило 3 особи. Основні галузі зайнятості: сільське господарство, лісництво, риболовля — 100,0 %.